# The Arockalypse
The Arockalypse — третій студійний альбом фінської групи важких металів Lordi. Він включає хіт-сингл «Hard Rock Hallelujah», який виграв Євробачення 2006 для Фінляндії. Альбом став тричі платиновим у Фінляндії та золотим у Швеції. Хоча на обкладинці альбому зображений басист OX, саме Kalma грав на бас-гітарі в альбомі.

## Запрошені гості
Для запису The Arockalypse були запрошені такі зірки як Ді Снайдер і Jay Jay French з Twisted Sister, Удо Діркшнайдер (у вкладиші його ім'я було написано як «Ado») з Accept і Брюс Кулик з Kiss.

## Список композицій
1. «SCG3 Special Report» (за участю Ді Снайдера в ролі представника команди монстрів) — 3:46 (Mr. Lordi/Kita)
2. «Bringing Back the Balls to Rock» — 3:31 (Mr. Lordi)
3. «The Deadite Girls Gone Wild» — 3:45 (Mr. Lordi/Kita/Tracy Lipp)
4. «The Kids Who Wanna Play with the Dead» — 4:07 (Mr. Lordi)
5. «It Snows in Hell» (за участю Брюса Кулика, який виконав партію соло-гітари) — 3:37 (Mr. Lordi/Kita/Lipp)
6. «Who’s Your Daddy?» — 3:38 (Mr. Lordi)
7. «Hard Rock Hallelujah» — 4:07 (Mr. Lordi)
8. «They Only Come Out at Night» (за участю Удо Діркшнайдера в якості другого вокаліста) — 3:39 (Mr. Lordi/Amen)
9. «Chainsaw Buffet» (за участю Джей Джей Френча як соло-гітариста) — 3:47 (Mr. Lordi)
10. «Good to Be Bad» — 3:30 (Mr. Lordi)
11. «The Night of the Loving Dead» — 3:08 (Mr. Lordi)
12. «Supermonstars (The Anthem of the Phantoms)» — 4:04 (Mr. Lordi)

## Бонусне видання
У листопаді 2006 The Arockalypse був повторно випущений в Фінляндії як спеціальне видання, яке включало 3 додаткових пісні і DVD. Ця версія була також першим альбомом Lordi, який був випущений в США.
Бонусні пісні:
1. «Would You Love a Monsterman?» (версія 2006 року)
2. «Mr. Killjoy»
3. «Evilove»

DVD:
- «Live at Market Square»
- «Hello Athens»
- Кліпи: «Who's Your Daddy?», «Hard Rock Hallelujah» и «Would You Love a Monsterman?» (2006)

## Вініл
У 2007 році відбувся обмежений випуск The Arockalypse на вінілі в США, який був доступний в чотирьох версіях: чорний, білий, синій, з червоними бризками. Альбом складається з двох платівок і включає всі пісні зі спеціального видання і три концертних треку на стороні D:
1. «Devil Is a Loser (Live)»
2. «Hard Rock Hallelujah (Live)»
3. «Would You Love a Monsterman? (Live)»